# Makhmud Umarov
Makhmud Umarov, född 10 september 1924 i Alma-Ata, död 25 december 1961, var en sovjetisk sportskytt.
Umarov blev olympisk silvermedaljör i fripistol vid sommarspelen 1956 i Melbourne.